# Alto Paraná (Brazilië)
Alto Paraná is een gemeente in de Braziliaanse deelstaat Paraná. De gemeente telt 13.435 inwoners (schatting 2009).